# Jurij I. Britanski
Jurij I. ali Jurij I. Britanski (angleško tudi George I., George Louis), kralj kraljevine Velike Britanije od 1714 ter od 1698 princ volilni knez Hanovra, * 28. maj 1660, Osnabrück, Hanover, † 4. avgust 1727
Bil je prvi britanski monarh iz dinastije Hanover. Njegov oče je bil volilni knez Hanover, mati pa Sofija Hanovrska, prek katere je bil pravnuk angleškega kralja Jakoba I.. Nasledil je britansko kraljico Ano.
Bil je zelo navezan na svoje nemško poreklo, zato se ni nikoli naučil angleščine in je veliko časa preživel v Hanovru, zaradi česar je bil v Angliji nepriljubljen.
Zelo ga je zanimala zunanja politika in je imel ključno vlogo pri podpisu tretje trojne zveze z Nizozemsko in Francijo.